# Bessey-en-Chaume
Bessey-en-Chaume is een gemeente in het Franse departement Côte-d'Or (regio Bourgogne-Franche-Comté) en telt 109 inwoners (2009). De plaats maakt deel uit van het arrondissement Beaune.

## Geografie
De oppervlakte van Bessey-en-Chaume bedraagt 10,9 km², de bevolkingsdichtheid is dus 10 inwoners per km².
De onderstaande kaart toont de ligging van Bessey-en-Chaume met de belangrijkste infrastructuur en aangrenzende gemeenten.

## Demografie
Onderstaande figuur toont het verloop van het inwonertal (bron: INSEE-tellingen).